# 禽匕
禽匕（？—？），中国商朝政治人物，商王武丁时人。出身卑贱，由于立有战功，被提拔为重要官员。甲骨文卜辞称“小臣禽匕”，又简称“禽”。
禽匕拥有自己的军队，称为“禽匕师”，他带着士兵陪同甘盘征服了工方和土方。他也帮助武丁进行田猎、宴饮百官。他还多次提着酒对自然神进行灌祭，杀牲畜祭祀商朝的先君上甲微、祖乙等人。禽匕有封地，向商王朝进贡劳动人口、牛、狗和卜骨，武丁有时会亲自到宫门去迎接他。多伯是当时的一个诸侯，要到商朝的首都办事，由于路上危险的敌人众多，禽匕便一路护送他来到殷城。武丁很关心禽匕，曾问“禽匕弗其哉？”、“禽匕骨凡有疾？”。禽匕死后，他的子孙“禽匕中”又辅佐商王武乙和文丁。

## 扩展阅读
赵诚《甲骨文简明词典——卜辞分类读本》 中华书局1988年1月